# Castrul roman de la Cetatea de Baltă - Sântămărie
Castrul roman de la Cetatea de Baltă, județul Alba (în locul numit "Dealul Sântămăriei") este o fortificație romană cu val de pământ.